# 長谷川賢一
長谷川 賢一（はせがわ けんいち）は、モスキート所属のプロデューサー。
新潟県出身。
ジュリーこと沢田研二さんに憧れテレビ業界へ。
通称「ハセケン」。
主に、日本テレビの番組制作に携わっている。

## 担当番組
※すべて日本テレビ。
- スター誕出！
- 24時間テレビ 愛は地球を救う
- 嵐にしやがれ
- 魔女たちの22時
- 幸せ!ボンビーガール
- エンタの神様
- カートゥンKAT-TUN
- 大笑点
- ウタワラ
  - 歌笑HOTヒット10から担当。
- 超人劇場
- さんま&SMAP!美女と野獣のクリスマススペシャル
- 日テレ系音楽の祭典 ベストアーティスト
- THE MUSIC DAY
- 特命リサーチ200X
- 速報!歌の大辞テン
- ミンナのテレビ
- アリゾナの魔法
- スーパースペシャル
- スター誕生!
- 世界まる見え!テレビ特捜部
- しゃべくり007